# Slamna vas
Slamna vas je naselje v Občini Metlika.